# Duane Gill
Duane Gill (Glen Burnie, 10 juli 1959) is een Amerikaans professioneel worstelaar die bekend was onder de ringnaam Gillberg in de World Wrestling Federation en werd daar geparodieerd van de toen rivaal World Championship Wrestling-superster Goldberg.

## In het worstelen
- Finishers
  - Jackhammer – geparodieerd van Goldberg
  - Spear – geparodieerd van Goldberg

## Prestaties
- Atlantic States Wrestling Alliance
  - ASWA Tag Team Championship (2 keer met Agony)

- East Coast Pro Wrestling
  - ECPW Tag Team Championship (1 keer met Executioner #2)

- Eastern Wrestling Federation
  - EWF Tag Team Championship (1 keer met Agony)

- Maryland Championship Wrestling
  - MCW Hall of Fame (Class of 2009)

- Mid-Eastern Wrestling Federation
  - MEWF Tag Team Championship (1 keer met Agony)

- NWA New Jersey
  - NWA New Jersey Junior Heavyweight Championship (1 keer)

- World Wrestling Alliance
  - WWA World Tag Team Championship (5 keer; Barry Hardy (3x) en Wayne Gill (2x))

- World Wrestling Federation
  - WWF Light Heavyweight Championship (1 keer)

- Andere titels
  - AWA Tag Team Championship (1 keer met Wayne Gill)